# Radoje Domanović
Radoje Domanović (srb. Радоје Домановић, 16. února 1873 – 17. srpna 1908) byl srbský spisovatel, profesor a novinář. Nejznámější z jeho díla jsou satirické povídky.

## Biografie
Radoje Domanović se narodil 16. února 1873 v šumadijské vsi Ovsište v kragujevackém okrese; brzy poté se jeho rodina natrvalo přestěhovala do nedaleké vsi Jarušice. Domanovićův otec vystudoval sice bohosloví, ale věnoval se povolání učitelskému a kromě toho vlastnil i větší hospodářství; jeho rod pocházel z Hercegoviny. Domanovićova matka byla vnučkou vojvody Pavleho Cukiće, jenž ve velkých srbských protitureckých povstáních.
V roce 1883 začal Radoje studovat na gymnáziu v Kragujevci. Z literatury poznal do té doby hlavně lidové hrdinské písně a léta gymnáziu znamenala rozšíření jeho literárního horizontu. Domanovićova touha stát se malířem narazila na odpor konzervativně smýšlejícího otce, a tak se po absolvování gymnázia spíše na otcův nátlak než z vlastní vůle v roce 1890 zapsal na filologicko-historickou větev bělehradské Veliké školy. V letech 1892–1894 napsal Domanović své první realistické povídky s náměty ze současného života na srbském venkově, maloměstě i v Bělehradě; do konce jeho studií dvě z nich vyšly časopisecky.
Rok 1895, kdy byl Domanović jmenován profesorem gymnázia v Pirotu, otevřel novou etapu jeho života. V ovzduší srbských provinčních měst udávali tón maloměšťáčtí šosáci, kulturní život zde téměř neexistoval – na druhé straně však žilo srbské vnitrozemí intenzívním politickým ruchem. Domanović se připojil k radikálům, že v nich dlouho spatřoval jedinou organizovanou sílu proti režimu. Venkovská inteligence, hlavně profesoři a učitelé, byla důležitným činitelem v radikálním hnutí, čehož si byli představitelé režimu dobře vědomi. Pronásledování neunikl ani Radoje Domanović; v říjnu 1895, po devítiměsíčním působení v Pirotu, byl přemístěn na gymnázium ve Vranji a už v listopadu 1896 na nižší gymnázium v Leskovci, kde zůstal do léta 1898. V té době vyšel reakční zákon, na jehož podkladě byla zrušena četná gymnázia (mj. i leskovacké). Domanović zpečetil svůj osud odvážným protestem proti tomuto zákonu. Byl propuštěn a stejně tak i jeho žena Natalija, učitelka leskovacké obecné školy.
Povzbuzován přáteli, rozhodl se Domanović, že se pokusí uživit psaním, a odstěhoval se do Bělehradu. Zdravotní stav Domanovićův se zhoršoval (v dochovaných dokumentech z té doby se mluví o intermitentní horečce, chudokrevnosti, nemocech zažívacího ústrojí a sleziny a neurasténii). Přestože usilovně psal a jeho povídky vycházely ve většině soudobých časopisů, stále zápolil s bídou.
Od sklonku roku 1898 do konce roku 1902 Radoje Domanović napsal a uveřejnil své nejlepší literární práce, dvanáct politicko-satirických povídek. Významná byla i jeho novinářská aktivita v této době, zvláště spolupráce s listem samostatných radikálů Odjek, kde v letech 1902–1903 otiskoval útočné politicko-satirické črty, glosy a causerie. Byly to však především satirické prózy, pro něž se jméno Radojeho na přelomu století stalo v Srbsku symbolem vzdoru proti obrenovićovské tyranii. Obrenovićovské Srbsko se v zrcadle těchto satir jednou objevuje jako hnijící smrdutý močál, jehož stojatou kalnou hladinu nezčeří ani jediný závan svěžího vánku.
Avšak rozčarování z vývoje událostí po atentátu na Aleksandra Obrenoviće jako by tvůrčí síly Radojeho ochromilo. Absolutistický útlak byl sice odstraněn, ale Srbsko bylo i nadále monarchií a politické i mravní neduhy společnosti kvetlý dál. V prosinci roku Domanović 1904 založil vlastní satirický časopis Strádie (vycházel do května 1905), jehož stránky povětšinou zaplňoval sám. Jeho satirické pero ale ztrácelo vzlet a pohotovost.
Ještě několikrát vystoupil Domanović ve veřejném životě, například na schůzi srbských spisovatelů a novinářů v roce 1905, kde vyzval shromážděné, aby zaslali protest ruské vládě proti zatčení Maxima Gorkého. Zemřel pětatřicetiletý 17. srpna 1908 a zanechal svou ženu a dvě děti bez penze a bez majetku.

## Povídky
- Cejch (srb. Данга), 1899.
- Démon (srb. Демон), 1898.
- Divadlo na maloměstě (srb. Позориште у паланци), 1898.
- Hajduk Stanko podle receptu pana kritika Momčila Ivaniće (srb. Хајдук-Станко по критичарском рецепту г. Момчила Иванића), 1900.
- Jak se dařilo sv. Savovi ve Vyšší ženské škole (srb. Како се провео Свети Сава у Вишој женској школи), 1905.
- Král Aleksandar podruhé mezi Srby (srb. Краљ Александар по други пут међу Србима), 1906.
- Králevic Marko podruhé mezi Srby (srb. Краљевић Марко по други пут међу Србима), 1901.
- Likvidace vášní (srb. Укидање страсти), 1898.
- Mrtvé moře (srb. Мртво море), 1902.
- Podivný sen (srb. Чудан сан/Модерни устанак), 1902.
- Poslušně nehlásím (srb. Не разумем), 1898.
- Rozjímání jednoho obyčejného srbského vola (srb. Размишљање једног обичног српског вола), 1902.
- Strádie (srb. Страдија), 1902.
- Vůdce (srb. Вођа), 1901.